# Jared Diamond
Jared Mason Diamond (Boston, 10. rujna 1937.) američki je evolucionarni biolog, fiziolog, biogeograf i publicist.

## Životopis
Diamond je rođen u Bostonu u poljsko-židovskoj obitelji. Doktorirao je fiziologiju i biofiziku na Sveučilištu Cambridge. U dvadesetim je započeo paralelnu karijeru proučavajući ekologiju i evoluciju ptica Nove Gvineje, koju je posjetio mnogo puta. U pedesetim godinama života razvio je treću karijeru u povijesti okoliša, postajući profesor geografije.
Primio je američko odličje National Medal of Science godine 1999.
Diamond govori engleski, francuski, grčki, španjolski, ruski, finski, Fore (jezik Nove Gvineje), novomelanezijski, indonezijski i talijanski jezik.

## Radovi
Diamond je autor niza popularnoznanstvenih djela koja kombiniraju antropologiju, biologiju, ekologiju, jezikoslovlje, genetiku i povijest.
Najpoznatiji rad je Pulitzerom nagrađena knjiga Guns, Germs, and Steel (1998.), prevedena na hrvatski kao Sva naša oružja, u kojem pokušava objasniti premoć eurazijskih društava u cijelom svijetu — pojednostavljeno, zašto su Europljani nadvladali američke Indijance, a ne obrnuto. Po knjizi je snimljen trodjelni dokumentarni film, koji je objavljen i na hrvatskom tržištu na DVD-u.

### Objavljene knjige na engleskom
- 1972 Avifauna of the Eastern Highlands of New Guinea, Publications of the Nuttall Ornithological Club, No. 12, Cambridge, Mass., pp. 438.
- 1975 M. L. Cody and J. M. Diamond, eds. Ecology and Evolution of Communities. Belknap Press, Harvard University Press, Cambridge, Mass.
- 1979 J. M. Diamond i M. LeCroy: Birds of Karkar and Bagabag Islands, New Guinea. Bull. Amer. Mus. Nat. Hist. 164:469-531
- 1984 J. M. Diamond: The Avifaunas of Rennell and Bellona Islands. The Natural History of Rennell Islands, British Solomon Islands 8:127-168
- 1986 J. M. Diamond and T. J. Case, urednici: Community Ecology. Harper and Row, New York
- 1986 B. Beehler, T. Pratt, D. Zimmerman, H. Bell, B. Finch, J. M. Diamond, i J. Coe: Birds of New Guinea. Princeton University Press, Princeton
- 1992 The Third Chimpanzee: The Evolution and Future of the Human Animal, ISBN 0-060-98403-1
- 1997 Why is Sex Fun? The Evolution of Human Sexuality, ISBN 0-465-03127-7
- 1997 Guns, Germs, and Steel: The Fates of Human Societies. W.W. Norton & Co. ISBN 0-393-06131-0
- 2001 The Birds of Northern Melanesia: Speciation, Ecology, & Biogeography (s Ernstom Mayrom), ISBN 0-195-14170-9
- 2003 Guns, Germs, and Steel Reader's Companion, ISBN 1-586-63863-7.
- 2005 Collapse: How Societies Choose to Fail or Succeed. New York: Viking Books. ISBN 1-586-63863-7.

### Objavljene knjige na hrvatskom
- Sva naša oružja - zarazne bolesti, čelik i puške (izvorni naslov: Guns, Germs and Steel; preveo Miloš Judaš) Algoritam, Zagreb, 2007. ISBN 978-953-220-508-4
- Treća čimpanza - evolucija i budućnost ljudske životinje (izvorni naslov: The Third chimpanzee: The Evolution and Future of the Human Animal) Profil indigo, Profil international, Zagreb, 2008.
- SLOM - Kako se društva odlučuju za propast ili uspjeh (izvorni naslov: COLLAPSE: How Societies Choose to Fail or Survive) Algoritam Facta, Algoritam, Zagreb, 2008. ISBN 9789532207675

## Vanjske poveznice
- Stranica Jareda Diamonda na odjelu za geografiju UCLA (eng.)
- Stranica Jareda Diamonda na odjelu za medicinu UCLA (eng.)
- Diamondova biografija na The Edge  Arhivirana inačica izvorne stranice od 31. siječnja 2008. (Wayback Machine) (eng.)
- The Worst Mistake in the History of the Human Race"  Arhivirana inačica izvorne stranice od 9. veljače 2008. (Wayback Machine) (eng.)
- Jared Diamond, linguist, molecular physiologist, bio-geographer, etc. / UCLA Spotlight (eng.)
- Zarez - o knjizi Sva naša oružja  Arhivirana inačica izvorne stranice od 8. prosinca 2007. (Wayback Machine)